# 江之島鎌倉觀光300型電聯車
江之島鎌倉觀光300型電聯車（日语：／ Enoshima Kamakura Kankō 300-gata densha）是江之島鎌倉觀光（現江之島電鐵）的江之島電鐵線使用的電聯車。本型車自2007年以後僅剩305編組仍在線上運轉。

## 概要
江之島電鐵曾在1950年代為因應乘客數量增加而將列車的發車時間縮短，但此舉卻影響到時刻表上的列車運轉。加上當時的日坂車站 （現鎌倉高校前車站）位於混合路權軌道上，且其餘車站的月台高度皆較低，因此所有列車的車門皆須設置踏板，造成旅客上下車時時產生不便。因此該公司在1953年制定並實施「3年改善計畫」，包括引進安裝關節式轉向架的300型及江之島鎌倉觀光500型電聯車。
本型車自1956年至1968年間共引入6個編組12輛車輛，並在1991年至2007年陸續將305編組除外的其餘編組停止使用。現時仍在使用的305編組使用京王帝都電鐵（現京王電鐵）舊車輛的車架，車體和轉向架則是由東橫車輛及東急車輛重新打造而成。而因為當時500型的引進費用是300型改造費用的約兩倍，因此該型車自502號編組後便停止引入，並繼續引進本型車。